# Olga Zolina
Olga Zolina (em russo:  Ольга Геннадиевна Золина) (Moscou, 6 de fevereiro de 1975) é uma meteorologista russa.
Suas pesquisas lidam com as mudanças extremas de precipitação na Europa.